# رحمت‌آباد (علی‌آباد)
رحمت آباد، روستایی است از توابع بخش کمالان شهرستان علی‌آباد در استان گلستان ایران.

## جمعیت
این روستا در دهستان استرآباد قرار دارد و براساس سرشماری مرکز آمار ایران در سال ۱۳۸۵، جمعیت آن ۲۴۹۳ نفر (۶۶۷خانوار) بوده‌است.